# Дионски елинистически театър
Дионският елинистически театър (на гръцки: Ελληνιστικό θέατρο του Δίου) е археологически обект, античен театър, в античния македонски град Дион, Гърция.

## История
Театърът е разположен южно, извън стените на града, на югозапад от Храма на Деметра и на запад от Храма на Зевс Олимпийски. Театърът е построен във втората половина на III век пр.н.е., най-вероятно при цар Филип II Македонски (221 - 179), на мястото на по-стар театър, в който вероятно се е играла за пръв път пиесата „Вакханки“ на видния атински драматург Еврипид пред покровителя му цар Архелай I Македонски. Театърът е идентифициран за пръв път на 21 декември 1906 година от известния английски пътешественик Уилям Лийк. Археологическите разкопки показват, че вероятно театърът е изоставен в 168 година пр.н.е., когато в Битката при Пидна е разгромен цар Персей Македонски и Македонското царство попада под римска власт. Театърът откъслечно работи до началото на императорския период в Рим и вероятно по-късно е напълно заменен от изградените нови римски театри в града. Систематични разкопки на съоръжението започват в 1970 година.

## Архитектура
Театърът е изграден в нисък естествен хълм и има североизточно направление, най-подходящо за проветрение. Хълмът е оформен допълнително с изкуствен насип, като архитектът правилно оформя вътрешните пространства и в пълна мяра се възползва и допълва природните дадености. Кавеата е изградена от големи тухли – уникално за античните театри. Тя няма поддържаща стена, а пародите плавно излизат на покритите с чакъл склонове. Покрай кръглия оркестър с диаметър 26 m минава каменна канавка, която е отвеждала дъждовната вода. Подът на оркестъра е от утъпкана пръст. Под театъра има подземен проход, свързващ сцената с центъра на оркестъра. Проходът има две помещения във всеки край и стига до подземно стълбище – така нареченото Хароново стълбище, използвано за появи на персонажи от Подземния свят. От сцената, изградена от мрамор, са останали само основите. Тя е била дълга тясна постройка с колонада отпред, като основите ѝ са над нивото на оркестъра. Тя има широк просцений (авансцена), фланкиран от крила и с дорийски антаблеман. Керемидите са лаконски тип. На сцената е имало различни механични съоръжения за театралните постановки.